# Lispocephala parva
Lispocephala parva este o specie de muște din genul Lispocephala, familia Muscidae, descrisă de Hardy în anul 1981. Conform Catalogue of Life specia Lispocephala parva nu are subspecii cunoscute.